# بنوریلات
بنوریلات (انگلیسی: Benorilate) یک داروی آسپرین مرتبط با استر با استامینوفن است. این دارو به عنوان یک داروی ضدالتهابی و تب‌بر به کار می‌رود. تاثیر این دارو در درمان تب دوران کودکی ثابت شده است و باید نسبت به پاراستامول و آسپرین جداگانه مصرف شود. افزون بر این، به دلیل تبدیل آن به آسپرین، بنوریلات به دلیل نگرانی در مورد نشانگان ری در کودکان توصیه نمی‌شود.